# 姫宮めぐみ
姫宮 めぐみ（ひめみや めぐみ、1967年7月4日 - ）は、1986年から1990年にかけて活動した日本の元AV女優。
星 真琴（ほし まこと）、森田 恵子（もりた けいこ）、森田 ほたる（もりた ほたる）の芸名でも活動。

## 略歴
高校時代にファッションモデルを始め、1986年ににっかつのビデオ作品『背中から愛して』でAVデビュー。中山美穂似の容貌と豊満なバストで注目され、AV雑誌『アップル通信』の人気ランクでは3ヶ月間小林ひとみに次ぐ2位をキープするなど、高い支持を集めた。深夜番組（オールナイトフジ）にも出演し、『GORO』や『スコラ』、『週刊プレイボーイ』などのメジャー誌でも相次いでグラビアが掲載された。
雑誌インタビューでは「“脱ぎ”には抵抗がなかった」（『アップル通信』1987年3月号）と語る一方、AVでのカラミを嫌い、1987年初頭にはAVからの引退を表明した。引退後もAV復活を求める声が高く、間もなく「星真琴」名義で再デビューしたが、姫宮めぐみ時代に比べると人気はやや伸び悩んだ。出演作は姫宮めぐみ、星真琴時代を通じてソフトな作風のものが多かった。
1987年後半には女優への転身を目指し、「森田恵子」に改名した。星真琴名義のAVが同年末までリリースされたことや、森田恵子名義でのイメージビデオがいずれも成人指定として発売されたことから、AV女優のイメージをなかなか払拭できずにいたが、1989年頃に「森田ほたる」へと3回目の改名をし、TBSのテレビドラマ『時間ですよ! 平成元年』で女優としてレギュラー出演を果たした。その後もテレビやビデオを中心に活動したが、1990年頃には実質的に引退したものとみられる。

## 人物
異なるプロフィールがいくつかある。
- 「マドンナメイト写真集」のプロフィール欄では、生年月日:1967年7月4日、T:164、B:85・W:60・H:88としている[1]。
- 「鮮烈」のケース裏面のプロフィールでは、生年月日:1967年7月14日、T:162、B:85・W:60・H:87としている[2]。
- 「パリの陶酔」のケース裏面のプロフィールでは、生年月日:1967年7月4日、T:163、B:86・W:60・H:90としている[3]。

趣味:推理小説、散歩、水泳。読書。
大好きなのはホカホカのご飯、片岡鶴太郎。

## 作品

### アダルトビデオ・イメージビデオ（オリジナル作品のみ）
姫宮めぐみ名義
- 背中から愛して（1986年12月10日、Sexy Angel（にっかつ））
- やられちゃった…（1987年1月25日、新東宝）
- 夜はエンドレス（1987年2月10日、Sexy Angel（にっかつ））
- シャッターチャンスに感じて（1987年、にっかつ）→発売中止
- キーワード教えます（?、ビューティ工房）VHS

星真琴名義
- IMPACT LADY（1987年6月5日、SUCCESS）
- 鮮烈（1987年9月12日、VIP）
- コバルト・キッス（1987年10月5日、アリスJAPAN）
- セクシャル・サンセット（1987年12月5日、アリスJAPAN）
- 快感クリクリ伝説（1992年、Milky Way MK-07）

森田恵子名義
- セクシーハワイアンドリーム（1987年10月1日、ビッグモーカル）
- 恵子インロンドン 濡れた週末（1988年2月22日、ピラミッド）
- パリの陶酔（1988年3月18日、COSMO ART（笠倉出版社））

森田ほたる名義
- 若妻みだれ風呂（1990年5月13日、大陸書房/ピラミッド）＊イメージビデオ
- SUNSHINE SYNDROME（1990年7月25日?、オリーブ）＊イメージビデオ
- SUNSHINE SYNDROME（2008年7月25日、オリーブ） - DVD版 ＊アイドルDVD

### アダルトビデオ・イメージビデオ（オムニバス作品、編集もの、BESTもの、DVD作品）
- ウォンテッド-1 肉棒依存症 姫宮めぐみ・井上あんり・北村舞子 他（1988年5月21日、新東宝）
- 濃縮10連発 2 東山絵美・小林あい・葉山渚・星真琴 他（1988年8月12日、VIP）
- オールスター夢の性宴 梁川りお・御藤静・村上麗奈・中川えり子・星真琴 他（1989年、VIP）
- AV10年史 1（1994年1月17日、VIP）全13名
- アトラス MEGA MIX 3 昇天する女神たち 	鈴木麻奈美・EVE・五島めぐ・後藤えりこ・星真琴 他 全18名（2000年12月13日 VHS、2001年1月24日 DVD、アトラス21）
- ロマンポルノ50周年記念・「ロマンポルノ・スピンオフシリーズ」復刻!「小田かおる 潜入体験レポート 渋谷道玄坂 ラブホテル24時」＆「夜はエンドレス 姫宮めぐみ」（2021年11月5日、ハピネット・ピクチャーズ）

## 出演

### 映画
姫宮めぐみ名義
- 処女のキスマーク（1987年4月15日公開、配給：にっかつ）監督:北沢幸雄 主演 -カユ 役[4][5]

ビデオ版：（タイトル同じ）（1987年8月10日、にっかつ）

### テレビドラマ
森田ほたる名義
- 時間ですよ 平成元年（1989年10月10日 - 12月26日、TBS）
- 時間ですよ新春スペシャル 梅の湯の結婚式はギャグでいっぱい（1990年1月2日、TBS）
- 私がお見合いした野郎ども（1990年5月14日 - 5月18日、関西テレビ）
- 極楽ゾンビ（1990年7月23日 - 7月27日、関西テレビ）

## 出版

### 写真集
姫宮めぐみ名義
- マドンナメイト写真集 姫宮めぐみ（1987年2月25日、撮影：伊織鉄也、マドンナ社）ISBN 9784576870137
- 姫宮めぐみ写真集 美少女・鮮烈!!（1987年4月12日、撮影：マイク岡田、大陸書房）ISBN 9784803310641
- 文庫サイズ写真集 女体楽園 高木信行作品集 高木真美・桂木麻也子・姫宮めぐみ・麗美 他（1987年5月5日、撮影：高木信行、近代映画社 近映文庫）ISBN 9784764814301
- C.Line（スコラスペシャル20）（1987年5月30日、撮影：岡克己、スコラ）ISBN 9784061708204
- スコラスペシャル DELUXE SUPER NUDE COLLECTION 小林ひとみ 早川愛美 麻生澪 渡瀬ミク 姫宮めぐみ ほか（講談社・スコラ 1987年8月10日）全30名 ISBN 9784061713017
- ミス・ウレッ娘 ヌードコレクション・ベスト22 小林ひとみ・中沢慶子・沙羅樹・冴島奈緒・姫宮めぐみ 他 全22名（1988年1月15日、ミリオン出版）

星真琴名義
- GAL’S VIDEO COLLECTION 業界初 ビデオアイドル名鑑 星真琴・立原友香・高城陽子・渡辺玖未・桂木麻也子 他（1987年8月15日、三和出版）

森田恵子名義
- 森田恵子写真集（1987年11月20日、撮影：岡田益一、近代映画社）ISBN 9784764814684

### 雑誌
- GORO 1987年1月22日号（小学館）
- WEEKLY平凡パンチ 1987年2月12日号、4月23日号、10月29日号（マガジンハウス）
- スコラ 1987年2月12日号、4月9日号（スコラ）
- 原色写真 VOL.1 ザ・ヒットマガジン 1987年2月増刊号（三和出版）表紙・裏表紙:姫宮めぐみ
- アップル通信 1987年2月号、3月号、1989年8月号（三和出版）
- デラベっぴん 1987年2月号（英知出版）
- 週刊ポスト 1987年3月6日号（小学館）
- WEEKLYプレイボーイ 1987年3月10日号、1990年3月6日号（集英社）
- URECCO 1987年3月号（ミリオン出版）
- GAL’S KISS 1987年3月号（三和出版）
- オレンジ通信 1987年3月号、5月号（東京三世社）
- ビデオボーイ 1987年3月号（英知出版）
- DカップVIDEOギャル ベスト39（1987年4月20日号、ミリオン出版）
- 魅惑のランジェリー 1987年4月号（光彩書房）
- バナナ通信 1987年4月号（ラン出版）
- 熱烈投稿 1987年4月号（少年出版社）
- ビデオフラッシュ 1987年4月号（浪速書房）
- メロン通信 1987年4月号（コバルト社）
- バナナボーイ 1987年4月号（ラン出版）
- ベストビデオ 1987年4月号（三和出版）
- オレンジ・クラブ 1987年5月号（東京三世社）
- 写真CAN 1987年5月号（東京三世社）
- ベストカメラ 1987年6月号（少年画報社）
- ムサシ 1987年8月号（若生出版）
- さくらんぼ通信 1988年5月号（大洋図書）
- Girl Friends 1991年8月号（若生出版）
- Bi-weekly 芸能ニッポン 2000年5月13日号（竹書房）